# Hemgården, Östermalm

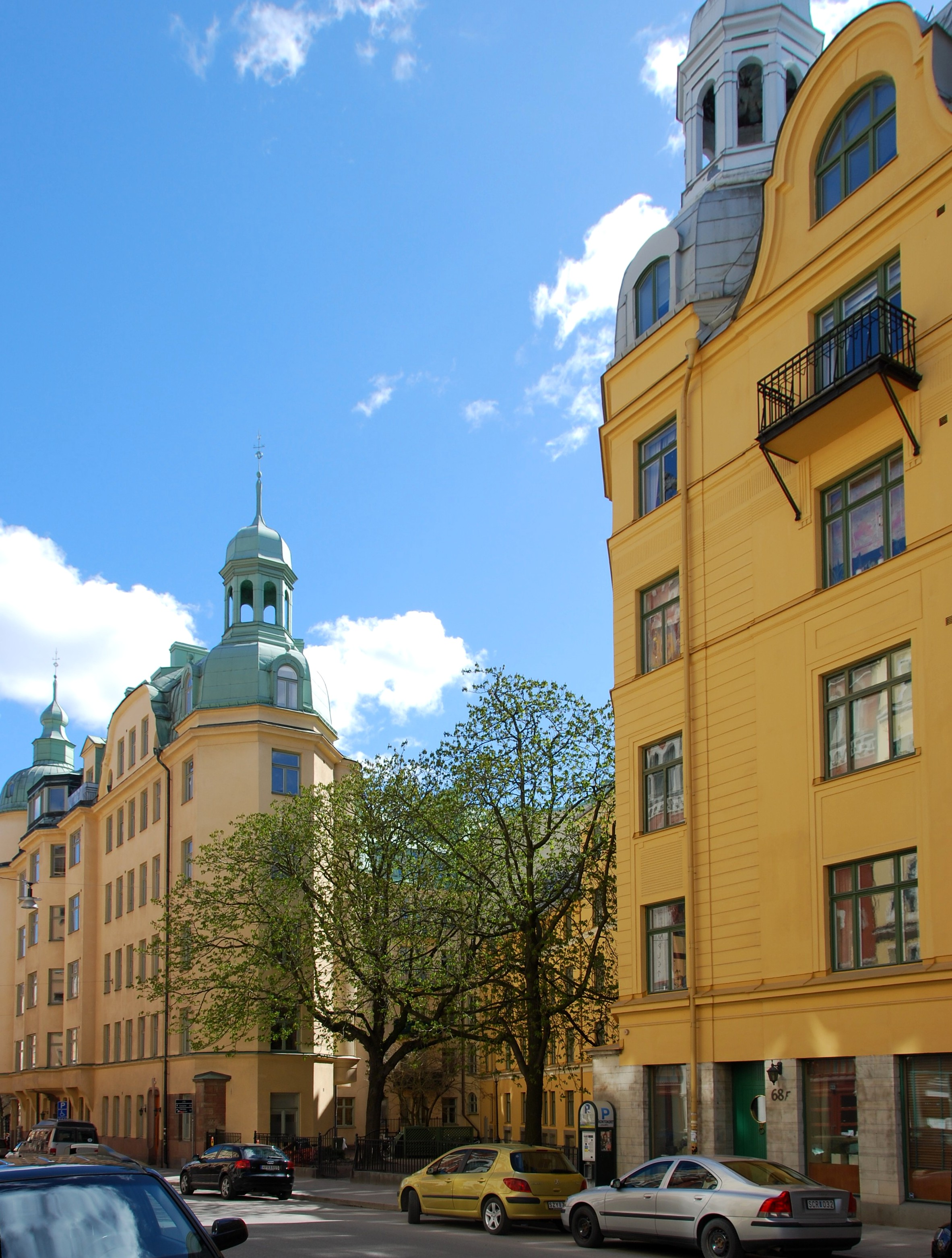
Hemgården på Östermalmsgatan, med den inkapslade gatstumpen

Hemgården är en byggnad på Östermalmsgatan 68 i stadsdelen Östermalm i Stockholm. Byggnaden uppfördes 1906 som Sveriges första kollektivhus.
Europas första kollektivhus baserat på ett kollektivt kök hade skapats i Köpenhamn 1903. Denna så kallade Centralbyggningen stod modell då den framgångsrika arkitektbyrån Hagström & Ekman fick i uppdrag att rita en liknande byggnad i den svenska huvudstaden. Huset uppfördes på platsen för det Brandelska sockerbruket från 1700-talet (sedermera kolerasjukhus). Kollektivhuset var framför allt avsett för unga kvinnor, som genom centralkökets bekvämligheter skulle få tid att komma ut i förvärvslivet. I husets 60 olika 2-5-rummare bodde dock även män och hela familjer, vilka även kunde ta del av centraltvätt och ett centralbageri. Byggnaden var mycket modern och sägs vara den första med kopplade fönster och centralvärme (även om man för säkerhets skull försåg sovrummen med kakelugnar). Den allmänna matsalen serverade tre mål mat om dagen, men med hjälp av lägenheternas lokaltelefon och centralhiss kunde man även få måltiden uppskickad till det egna hemmet. Projektet drogs med ekonomiska problem och 1914 upphörde verksamheten i centralköket. Sedermera gick Hemgården i konkurs men fastigheten omvandlades därefter till en av de första bostadsföreningarna i landet.
Byggnaden uppfördes utmed dåvarande Ladugårdslands Tullgata, trots att den aktuella stadsplanen stipulerade ett rätvinkligt gatunät där den gamla gatan skulle läggas igen. Oklara ägarförhållanden gjorde dock att tomten inte kunde exproprieras. Detta är grunden till den inkapslade gatstumpen framför huset för vilken äganderätten än idag är oklar.

## Interiörskisser[1]

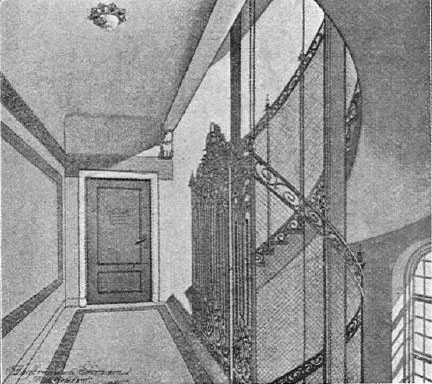
Trappförstuga med hiss
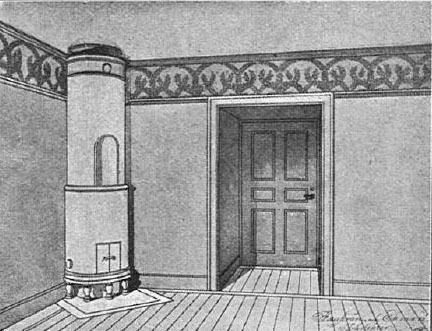
Sovrum
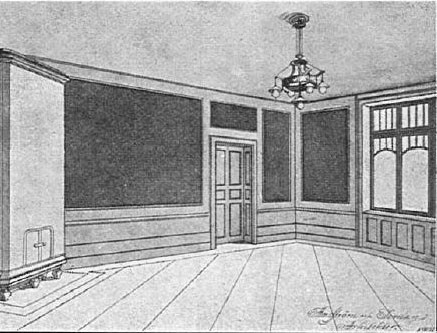
Vardagsrum
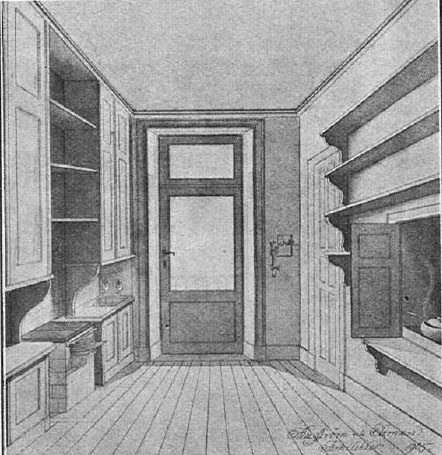
Serveringsrum